# Hoh
Hoh (Chalá-at) er en lille stamme af oprindelige amerikanere fra staten Washington i det vestlige USA. Stammen er hjemmehørende på Olympichalvøen ved Hoh-flodens udmunding i Stillehavet. Hoh kalder sig selv for Chalá-at og de er etnisk set en del af den større Quileute-stamme, som de også deler sprog med, men betragtes samtid også som sin egen stamme. Et andet Quileute-ord for Hoh-stammen er P’ip’isodat’sili, som betyder "omvendt folket"; et navn knyttet til deres skabelsesmyte.
Hoh har levet på Olympic-halvøen i årtusinder, men siden slutningen af 1800-tallet, hvor der blev oprettet reservater for de oprindelige folk på halvøen, har deres land været begrænset til et relativt lille område (knapt 180 hektar) på Stillehavskysten ved Hoh-flodens udløb. Reservatet er (pr. 2000) hjem for ca. 100 mennesker, hvoraf ca. 80 er oprindelige amerikanere. Traditionelt, har de levet som jæger-samlere, hvor især fiskeri har haft en stor betydning. Som hos mange andre stammer i Pacific Northwest, er laksefiskeri også en vigtig del Hoh-stammens kultur.

## Hoh-floden
Traditionelt set, er Hoh nært knyttet til Hoh-floden og det er derfor de har fået deres moderne officielle navn. Floden var, og er, en vigtig fødekilde for dem, men den spiller også en stor kulturel og mytologisk rolle. Selv kalder de floden Chalak’at’sit, hvilket betyder Den Sydlige Flod.